# Kanmonbrug
De Kanmonbrug (Japans: 関門橋, Kammonkyō) is een hangbrug over de Straat van Kanmon. De brug verbindt twee van de hoofdeilanden van Japan met elkaar. Aan de zijde van het eiland Honshu begint de brug bij de stad Shimonoseki. Aan de andere zijde, op het eiland Kyushu, ligt de stad Kitakyushu. De brug, met een lengte van 712 meter, werd geopend op 14 november 1973.

## Kanmonbrug-autosnelweg
De brug en de hierop aangesloten snelweg worden beheerd door de West Nippon Expressway Company. De Kanmonbrug-autosnelweg is aangesloten op de Kyushu-autosnelweg en op de Chugoku-autosnelweg. De brug werd op 14 november 1973 verbonden met de Chugoku-autosnelweg en op 27 maart 1984 met de Kyushu-autosnelweg. De Kanmonbrug-autosnelweg vormt een onderdeel van een belangrijke Aziatische weg, de AH1, die loopt van de Japanse hoofdstad Tokio via Zuidoost-Azië naar Turkije.
Meishin-autosnelweg · Nishi-Meihan-autosnelweg · Kinki-autosnelweg · Kansai Kuko-autosnelweg · Hanwa-autosnelweg · Maizuru-Wakasa-autosnelweg · Chugoku-autosnelweg · Sanyo-autosnelweg · Harima-autosnelweg · Okayama-autosnelweg · Yonaga-autosnelweg · Matsue-autosnelweg · Hiroshima-autosnelweg · Hamada-autosnelweg · Sanin-autosnelweg · Tokushima-autosnelweg · Matsuyama-autosnelweg · Takamatsu-autosnelweg · Kochi-autosnelweg · Kanmonbrug · Kyushu-autosnelweg · Myazaki-autosnelweg · Nagasaki-autosnelweg · Oita-autosnelweg · Higashikyushu-autosnelweg · Okinawa-autosnelweg